# Traïnya

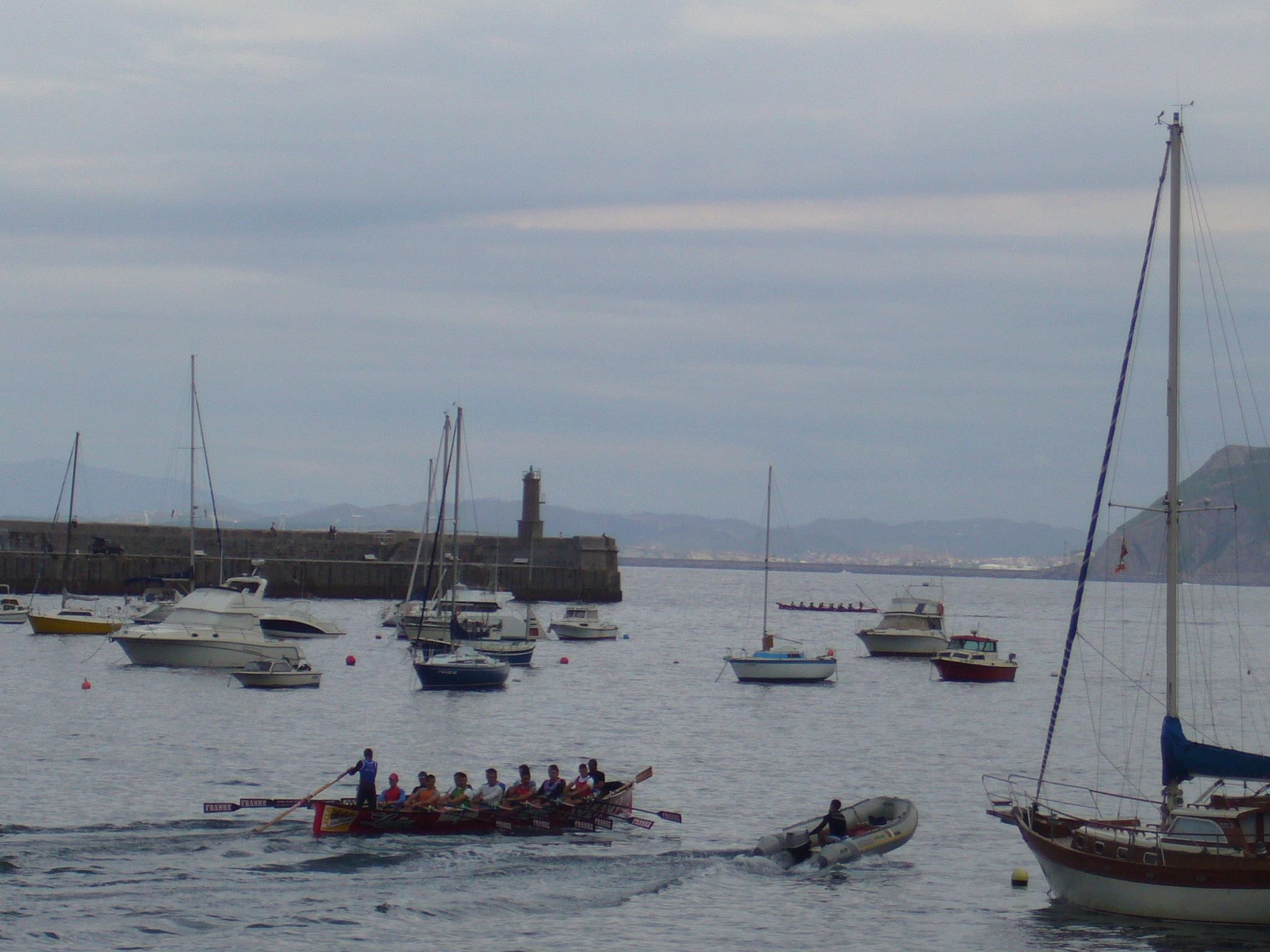
Una traïnya al port de Castro-Urdiales (Cantàbria).

Una traïnya és originalment una embarcació pròpia de la costa cantàbrica, impulsada a rem, i de vegades vela, antigament dedicada a la pesca, però avui dia a l'esport de regates. De línies fines, proa alçada i popa rodona, resisteix molt bé les ones. El seu nom deriva de l'ormeig de pescar anomenat teranyina, que és una xarxa de malla molt espessa utilitzada per les captures, sobretot, anxova i sardina.
Les traïnyes són un clar exemple de com l'ús d'una tècnica de treball va desapareixent amb el pas del temps, donant lloc a la competició i al joc, passant a ser avui en dia una embarcació esportiva de rem de banc fix amb una estricta reglamentació pel que fa a pes, dimensions, etc. El procés de fabricació porta almenys un mes o mes i mig.
El material utilitzat durant anys era la fusta de cedre i faig. Actualment, el material utilitzat és la fibra de carboni i el kevlar per a realitzar embarcacions amb tècniques d'aeronàutica, similars a les aplicades en la construcció del buc de l'avió Airbus 380.
L'embarcació és d'una peça i té més resistència que anteriorment. La vida d'una embarcació en un club important sol ser dos o tres anys. Una teranyina, l'any 2008, tenia un preu aproximat de 25.000 euros. Els rems, com les embarcacions, eren de fusta encara que igual que la teranyina han evolucionat fins a la fibra de carboni.
Una tripulació de teranyina es compon de tretze remers i un patró. Els remers estan distribuïts en sis files de dos remers més el remer de proa, que va sol en la seva bancada anterior. A cada bancada, excepte a proa, un remer rema per babord i un altre per estribord, fent-ho "d'esquena", és a dir, mirant cap a popa. El patró, que comunament va dret a la popa mirant a proa, és el que dirigeix l'embarcació amb el timó d'espadella.
Únicament participen en les regates de teranyines clubs representants de tota la costa nord cantàbrica: Galícia, Principat d'Astúries, Cantàbria, País Basc, i part del corresponent premi en metàl·lic de cada regata, al club guanyador tradicionalment se li atorga una bandera de la localitat que acull la competició o del patrocinador d'aquesta.

## Història
A partir de 1920 es va començar a adoptar un nou sistema de pesca de peix blau que provenia del Cantàbric, on s'anomenava traiña o trainera. A Catalunya es va dir de teranyina per similitud. També a partir de 1923 es van començar a incorporar motors a les embarcacions que eren més grosses. Això va fer desaparèixer progressivament la dependència de la força del vent a les veles i dels braços amb els rems.
El nou sistema consistia en una xarxa de 200 a 500 metres de llargada per uns quaranta d'alçada que capturava el peix per encerclament. Es necessitaven dues barques: la gran, o teranyina, a bord de la qual anaven de cinc a deu mariners, i una més petita, el bot de llums, menada per un sol home: el llumeter. Les dues barques sortien juntes i quan arribaven al lloc on podien capturar un banc de sardina o anxova, atret pels llums del bot, enganxaven un cap de la xarxa a l'embarcació petita, mentre la gran feia una volta deixant anar la xarxa i encerclant el peix. Tot seguit es tancava per sota i quedava una gran bossa amb el peix a dins. Després es feia pujar el peix a la superfície on es capturava amb salabrets. Finalment es posava en caixes i es cobria de gel. D'aquesta manera un cop arribaven a port ja no s'havia de desmallar.

## Regates destacades
El calendari consta de:

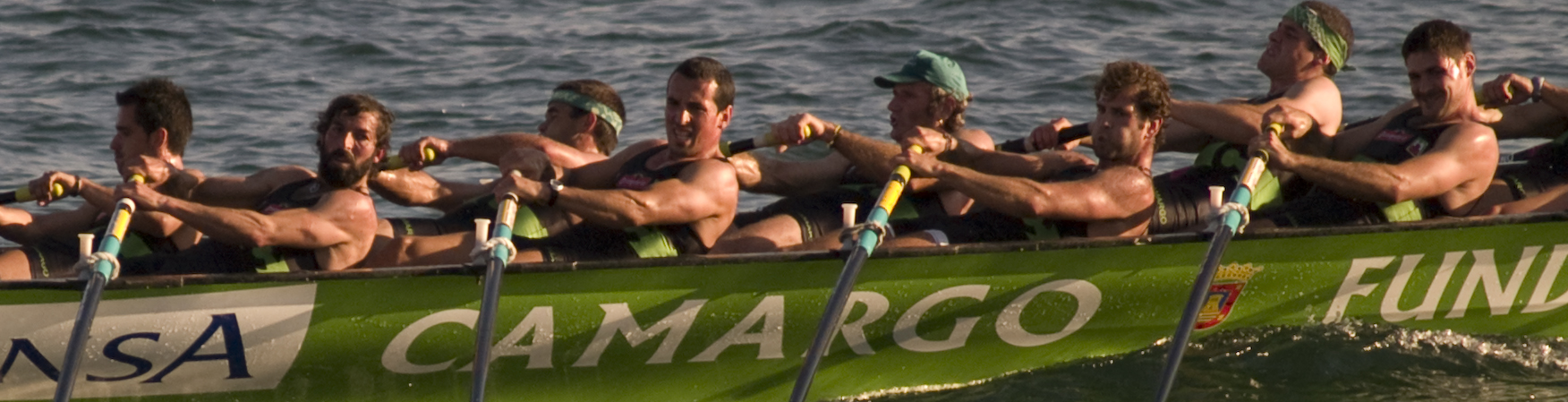
Remers de Camargo

- "Descensos" (normalment d'un riu), al principi de temporada.
- A partir de juny comencen les regates que no estan incloses en les lligues.
- Les regates de les lligues (Lliga San Miguel-ACT, Lliga ARC i Lliga LNT) al juliol i agost.
- Campionats regionals i el Campionat d'Espanya de teranyines.

Entre totes elles destaquen les tres més antigues del calendari: Bandera de Santander, Gran Premi del Nervión i la Bandera de la Concha. Aquestes tres regates, per la seva ubicació (les tres capitals de província, Santander (Cantàbria), Bilbao i Sant Sebastià), han estat històricament les millors i més famoses.